# ザルブ
ザルブ（ロシア語: Заруб）は12 - 13世紀のキエフ・ルーシの都市である。都市は現存せず、帝政ロシア期のキエフ県カネフ郡のザルビンツィ村、現在のウクライナ・チェルカースィ州カニウ地区(ru)のトラフテムィリウ村(ru)内に位置していたとされている。

## 歴史
年代記上の初出は1096年の項であり、ドニエプル川右岸に建設されたこと、またその周囲はザルブ浅瀬と呼ばれたことが記されている。また、1096年（トルベジュ川の戦い）、1146年、1151年、1156年に、ザルブにおけるルーシの公（クニャージ）の軍事行動が記されている。後に、モンゴルのルーシ侵攻によって破壊された。

## 地理
『原初年代記』を元に編纂された『ラヴレンチー年代記』、『イパーチー年代記』は、ザルブがキエフの南、またヴィテチェフ（現ウクライナ・ヴィタチウ）の南にあったことを記している。
ザルブの位置について、帝政ロシア期には以下のような見解が述べられた。歴史学者ニコライ・カラムジンは、16世紀の公式地図を元に、ザルブは帝政ロシア期のキエフ県(ru)カネフ郡のザルビンツィ村であると指摘した。それに対し、帝政ロシア期の文献学者イズマイル・スレズネフスキー(ru)は、ザルブはトルベジュ川の河口にあったと持論を述べた。一方、帝政ロシア期の歴史学者ニコライ・ザクレフスキー(ru)は、キエフから60ベルスタの位置の、スモレンスク県(ru)のザルブ（カラムジンはここを根拠なくザルビノと改名していた）が、キエフ・ルーシ期の都市ザルブであると述べた。
以降の時代では、19世紀後半の考古学者ニコライ・ベリャシェフスキー(ru)、P.レベジンチェフらが、ニコライ・カラムジンの述べたザルビンツィをかつてのザルブとする説を支持した。1948年 - 1949年にM.カルゲルが、ザルビンツィ付近で11 - 12世紀の2つの石造りの教会施設の跡地、フレスコ画、タイルによるモザイク画を発見した。
ザルビンツィ村は改称され、現在の行政区画でいえばトラフテムィリウ村(ru)に含まれている。なお、この地域からは、早期鉄器時代の遺跡も発見されており、ザルビンツィ文化と名づけられている。